# بيتر ماهر (ملاكم)
بيتر ماهر (بالإنجليزية: Peter Maher)‏ مواليد 16 مارس 1869 في غالواي، جزيرة أيرلندا - الوفاة 22 يوليو 1940، كان ملاكم أيرلندي سابق صنّف ضمن فئة الوزن الثقيل.

## إحصائيات
خاض خلال مسيرته 177 نزالا، فاز في 142 وتعادل في 6 وخسر في 28. فاز بالضربة القاضية في 107 نزالا.